# Louis-Aimé de Bourbon
Louis-Aimé de Bourbon dit l'abbé Bourbon, né le 13 janvier 1762 à Passy et mort le 28 février 1787 à Naples, est un fils naturel du roi Louis XV et de Anne de Meilly-Coulonge, reconnu par le roi à sa naissance et recevant ainsi le titre d'abbé de Saint-Vincent de Metz.

## Biographie
Il est né le 13 janvier 1762 à Passy,, où il est baptisé le lendemain en l'église de Chaillot sous le nom de Bourbon, fils de Louis de Bourbon et demoiselle Anne Couppier de Romans, dame de Meilly-Coulonge. Ses prénoms ont été choisis par Louis XV, qui signa l'acte de baptême.
Sur ordre de Louis XV, en septembre 1765, des archers l'enlèvent à sa mère. Il est élevé loin de celle-ci dans l'ignorance de son ascendance royale, jusqu'au jour où il est en âge d'entrer au collège de Pontlevoy.
Mis en pension, il entre dans les ordres et est envoyé en Italie près du cardinal de Bernis.
Il meurt à Naples le 28 février 1787,, de la petite vérole.